# Krasna Łuka
Krasna Łuka (ukr. Красна Лука) – wieś na Ukrainie, w obwodzie połtawskim, w rejonie myrhorodzkim, siedziba hromady. W 2001 liczyła 1147 mieszkańców.